# Doug Llewelyn
Douglas "Doug" Steele Llewelyn, född 26 november 1938 i Baltimore, USA, är en amerikansk reporter, TV-personlighet och producent. Llewelyn föddes i Baltimore och flyttade senare till Lancaster, South Carolina tillsammans med sin familj, där han studerade vid University of South Carolina. Llewelyn flyttade sen till New York, där han bland annat arbetade tillsammans med Perry Como och Chet Huntley. Efter åtta år i New York flyttade han till Washington, D.C.
År 1981 började Llewelyn arbeta som rättssalsreporter för The People's Court, där han avslutade nästan varje avsnitt med sin catch phrase "Don’t take the law into your own hands — you take 'em to court" (ungefärligt: "Ta inte lagen i dina egna händer, ta dem till rätten"). Llewelyn har även varit producent för The Mystery of Al Capone's Vaults (1986), Return to Titanic (1987) och Judys domstol (1996–1997).
Llewelyn bor för tillfället i Hendersonville, North Carolina.